# Palékastro
Palékastro (grec Παλαίκαστρο [pa'lekastro], també transcrit Palaikastro) és una població d'uns 1.300 habitants, capital del municipi d'Ítanos, a la Prefectura de Lassithi, a l'est de l'illa de Creta.